# Droit de priorité
 (août 2017).
Si vous disposez d'ouvrages ou d'articles de référence ou si vous connaissez des sites web de qualité traitant du thème abordé ici, merci de compléter l'article en donnant les références utiles à sa vérifiabilité et en les liant à la section « Notes et références ».
En droit de la propriété industrielle, un droit de priorité est un droit limité dans le temps, qui naît à la suite du premier dépôt d'une demande visant à obtenir un titre de propriété industrielle tel qu'un brevet d'invention, un dessin et modèle ou une marque commerciale.
Le droit de priorité autorise son titulaire à déposer d'autres demandes dans d'autres pays pour, respectivement, la même invention, le même dessin et modèle ou la même marque, tout en bénéficiant (sous certaines conditions) de la date de dépôt de la première demande.
Le délai de priorité, c'est-à-dire la durée pendant laquelle le droit de priorité existe, est généralement de six mois pour les dessins et modèles et les marques, et de douze mois pour les brevets d'invention et les modèles d'utilité.

## Histoire
Le droit de priorité a été instauré en 1883 par la Convention de Paris sur la protection de la propriété intellectuelle[réf. nécessaire].

## Application
Lorsqu'il dépose une nouvelle demande, le déposant doit effectuer certaines démarches pour revendiquer la priorité de la première demande s'il souhaite bénéficier du droit de priorité. Le droit de priorité appartient au déposant ou à son successeur en titre.
En droit des brevets, lorsqu'une nouvelle demande revendique valablement la priorité d'une demande antérieure, la date de dépôt de cette demande antérieure est appelée date de priorité. C'est cette date de priorité qui est prise en compte pour déterminer l'état de la technique opposable à partir duquel sera évaluée la brevetabilité de l'invention faisant l'objet de la nouvelle demande. De cette façon, toutes les divulgations survenues entre la date de priorité et la date de dépôt de la nouvelle demande ne pourront pas être invoquées pour contester la nouveauté ou l'activité inventive de cette nouvelle demande.